# Taeniophyllum fasciculatum
Taeniophyllum fasciculatum är en orkidéart som beskrevs av Leonid Vladimirovitj Averjanov. Taeniophyllum fasciculatum ingår i släktet Taeniophyllum och familjen orkidéer.
Artens utbredningsområde är Vietnam. Inga underarter finns listade i Catalogue of Life.